# Megan Giglia
Megan Giglia es una ciclista de pista paralímpica británica que compite en eventos de clasificación C3. Se destacó como ciclista durante el Campeonato del Mundo de Paraciclismo en Pista de la UCI 2016, donde ganó medallas de oro en los eventos de Persecución Individual y Contrarreloj, convirtiéndose en doble campeona del mundo y estableciendo nuevos récords mundiales en ambos.

## Biografía
Giglia nació en 1985 en Kent, Inglaterra y pasó sus primeros años de vida en Stratford-upon-Avon antes de mudarse a Mánchester. En 2013 trabajó como entrenadora polideportiva, especializándose en la enseñanza de rugby y gimnasia. Después de sufrir varios desmayos en el trabajo, buscó atención médica que reveló sangre en su líquido cefalorraquídeo. Otras pruebas mostraron una hemorragia en su cerebro que requirió cirugía. Inicialmente se intentó insertar finas espirales en su cerebro, pero cuando esto falló, se sometió a una craneotomía. Se despertó de la cirugía después de un coma inducido de dos semanas con pérdida de función del lado derecho de su cuerpo, reducción del habla y pérdida de memoria. Un mes después de su operación, ingresó en un centro de rehabilitación intensiva. Aunque se sintió positiva en la unidad, descubrió el alcance de su discapacidad al regresar a casa, ya que encontró que las tareas cotidianas simples eran difíciles de completar de forma independiente. Unos meses después le diagnosticaron epilepsia, ella y su pareja se separaron y Giglia cayó en depresión. Dejó su casa y pasó tres semanas durmiendo en el sofá de sus amigas, antes de que una charla con la madre de su amiga, que tenía un cáncer terminal, pusiera su vida en perspectiva.  En una entrevista de 2015, declaró: "Me hizo repensar las cosas. Tenía que hacer algo por mí. Me devolvió ese enfoque. Me dijo que quería que encontrara un deporte y que fuera lo mejor que pudiera ser ".

## Carrera
Después de decidir cambiar su vida, investigó varios deportes y asistió a un campamento de selección de paraciclismo para mujeres. Un año después de su accidente cerebrovascular, fue clasificada como atleta C3 y fue aceptada en el Programa de Desarrollo Paralímpico de Ciclismo Británico. Durante los siguientes seis meses, progresó a través del esquema de talentos de Gran Bretaña hasta llegar a la Academia en octubre de 2014.
Fue seleccionada para el equipo de Gran Bretaña en el Campeonato Mundial de Paraciclismo en Pista UCI 2015 en Apeldoorn. Terminó justo fuera de las posiciones de medallas tanto en la contrarreloj C3 500m como en la persecución individual C3, ocupando el cuarto lugar en ambos eventos. Luego fue seleccionada para el Campeonato Mundial de Paraciclismo de Ruta UCI 2015 en Nottwil en Suiza; pero nuevamente no logró la medalla ocupando la cuarta posición en el contrarreloj y carrera de ruta. El año terminó con un gran avance cuando venció a la reinante campeona del mundo, Denise Schindler, en la persecución individual de C3.  
En 2016, en el período previo a los Juegos Paralímpicos en Río, participó en su segundo Campeonato Mundial. Allí, en Montichiari, Italia, ganó el oro tanto en contrarreloj C3 500m como en persecución individual, estableciendo nuevos récords mundiales en ambas pruebas.
En el primer día de los Juegos Paralímpicos 2016, ganó el evento de 3000 m de persecución individual (C3), la primera medalla de Gran Bretaña en los Juegos.
Giglia fue nombrada Miembro de la Orden del Imperio Británico (MBE) en los Honores de Año Nuevo 2017 por sus servicios al ciclismo.